# ADAMTS13
ADAMTS13 (Akronym für a disintegrin and metalloproteinase with a thrombospondintype 1 motif, member 13) – auch bekannt als Von-Willebrand-Faktor-spaltende Protease (von Willebrand factor-cleaving protease, VWFCP) – ist eine zinkhaltige Metalloprotease, die den Von-Willebrand-Faktor (vWf) spaltet. Der vWf ist ein multimeres Protein und an der Blutgerinnung beteiligt. Unüblich hohe vWf-Multimer-Konzentrationen haben die Bildung von Thromben (Blutgerinnseln) zur Folge mit dem Risiko von Verstopfungen der kleinen Blutgefäße. ADAMTS13 baut die vWf-Multimere ab.

## Genetik
Das humane ADAMTS13-Gen, das für das ADAMTS13-Protein kodiert, ist auf Chromosom 9 lokalisiert (9q34).

## Proteomik
Genomisch teilt ADAMTS13 charakteristische Strukturelemente mit der 19-köpfigen ADAMTS-Gruppe, die  durch eine Proteasedomäne (der Teil, der Proteine hydrolysiert), eine benachbarte Disintegrindomäne und eine oder mehrere Thrombospondindomänen gekennzeichnet sind. ADAMTS13  weist  acht Thrombospondindomänen auf. Es hat keine hydrophobe Transmembrandomäne und ist daher nicht in der Zellmembran verankert, sondern zirkuliert frei im Blutplasma.

## Biologische Bedeutung
Ein Mangel an ADAMTS13 wurde zunächst als Ursache der familiären (d. h. vererbten) Form der thrombotischen thrombozytopenischen Purpura (TTP) ausgemacht. Es zeigte sich dann, dass eine verringerte ADAMTS13-Aktivität auch am Auftreten der Autoimmunform der TTP beteiligt sein kann.

## Rekombinantes ADAMTS13
Rekombinant hergestelltes humanes ADAMTS13 (rADAMTS13;  Apadamtase alfa/Cinaxadamtase alfa-Gemisch) wird in der Behandlung der congenitalen  thrombotisch thrombozytopenischen Purpura (cTTP) eingesetzt (ATC-Code: B01AD13). Unter dem Namen Adzynma erfolgte im November 2023 die Zulassung in den USA für Erwachsene und Kinder, im März 2024 in Japan und im August 2024 in der EU. Die Verabreichung erfolgt intravenös als Enzymersatztherapie bei Patienten mit cTTP. rADAMTS13 wird prophylaktisch gegeben, um das Risiko von Krankheitssymptomen zu verringern. Es kann auch als Bedarfsbehandlung (on demand) zur Anwendung kommen, wenn der Patient ein akutes Ereignis hat.
Apadamtase alfa ist ein aus 1353 Aminosäuren bestehendes Protein mit einer Molmasse von 145,4 kDa (Proteinanteil), dessen Variante Cinaxadamtase alfa sich davon in der Aminosäure in Position 23 (Q23>R) und in der Glycosylierung unterscheidet. Das Gemisch wird rekombinant aus CHO-Zellen gewonnen.